# Montmorency
Montmorency je severozahodno predmestje Pariza in občina v osrednjem francoskem departmaju Val-d'Oise regije Île-de-France. Leta 1999 je imelo naselje 20.576 prebivalcev.

## Geografija
Naselje leži v osrednji Franciji ob jezeru Enghien, 13 km od središča Pariza.

## Administracija
Montmorency je sedež istoimenskega kantona, v katerega je poleg njegove vključena še občina Groslay s 27.984 prebivalci. Kanton Montmorency je sestavni del okrožja Sarcelles.

## Zgodovina

### Ime
Ime naselja se prvikrat omenja v srednjeveški latinščini kot Mons Maurentiacus leta 993, leta 1689 uradno preimenovan v Enghien. Za časa francoske revolucije 1790 je novoustanovljena občina znova povrnila nekdanje ime, tri leta kasneje pa je bil kraj preimenovan v Émile na čast francoskemu filozofu in pisatelju Rousseauju, ki je spisal poučno razpravo Émile tri desetletja pred tem, med njegovim bivanjem v Montmorencyju.
Leta 1813 je bil kraj ponovno preimenovan v Montmorency, po vrnitvi Burbonov na oblast dve leti kasneje pa se je imenoval Enghien. Zmešnjava okoli imena se je končala 27. novembra 1832, ko je kraj dokončno bil imenovan kot Montmorency.
Prvotno je bilo ime Enghien rabljeno za bližnje jezero in močvirnat svet, katerega ozemlje se je kasneje razvijalo kot zdraviliško središče, imenovano Enghien-les-Bains. Ozemlje slednjega se je združilo z ozemljem Montmorencyja v letu 1850.

### Hiša Montmorency
Montmorency je bil spočetka v lasti družine Montmorency, ene najstarejših in najuglednejših družin francoskega plemištva, ki je kraju oziroma gradu nad njim dala tudi ime. Grad je bil uničen med stoletno vojno s strani Angležev, kasneje pa ni bil nikoli obnovljen. Po vojni je družina Montmorency premaknila svoj sedež na grad Château d'Écouen nekaj kilometrov severovzhodno od Montmorencyja.
V letu 1632 je bil zaradi izdaje v Toulouseu usmrčen poslednji Montmorency, vojvod Henrik II., njegovo posest pa so podedovali Condéjci, s središčem na dvorcu Château de Chantilly. Leta 1689 je francoski kralj Ludvik XIV. dovolil vojvodstvu Montmorency preimenovati se v vojvodstvo Enghien, v spomin na predhodnje vojvodstvo Enghien (sedanje ozemlje Belgije), ki so ga Condéjci izgubili leta 1569 s smrtjo Ludvika I. Burbonskega. Montmorency/Enghien je bil v lasti Condéjcev vse do francoske revolucije.

## Znamenitosti
- Muzej Jean-Jacques Rousseau,
- kolegial sv. Martina, zgrajen 1515-1563,
- trg Roger-Levanneur,
- oranžerija dvorca château de Charles Le Brun.

## Pobratena mesta
- Kehl (Nemčija),
- Knutsford (Združeno kraljestvo).